# Scarabattolo
Lo Scarabattolo (o, al femminile, scarabattola), nome che deriva forse dallo spagnolo escaparate, indica uno stipo o una teca, in legno e cristalli, che chiude e protegge una sola scultura oppure un gruppo scultoreo sacro. 

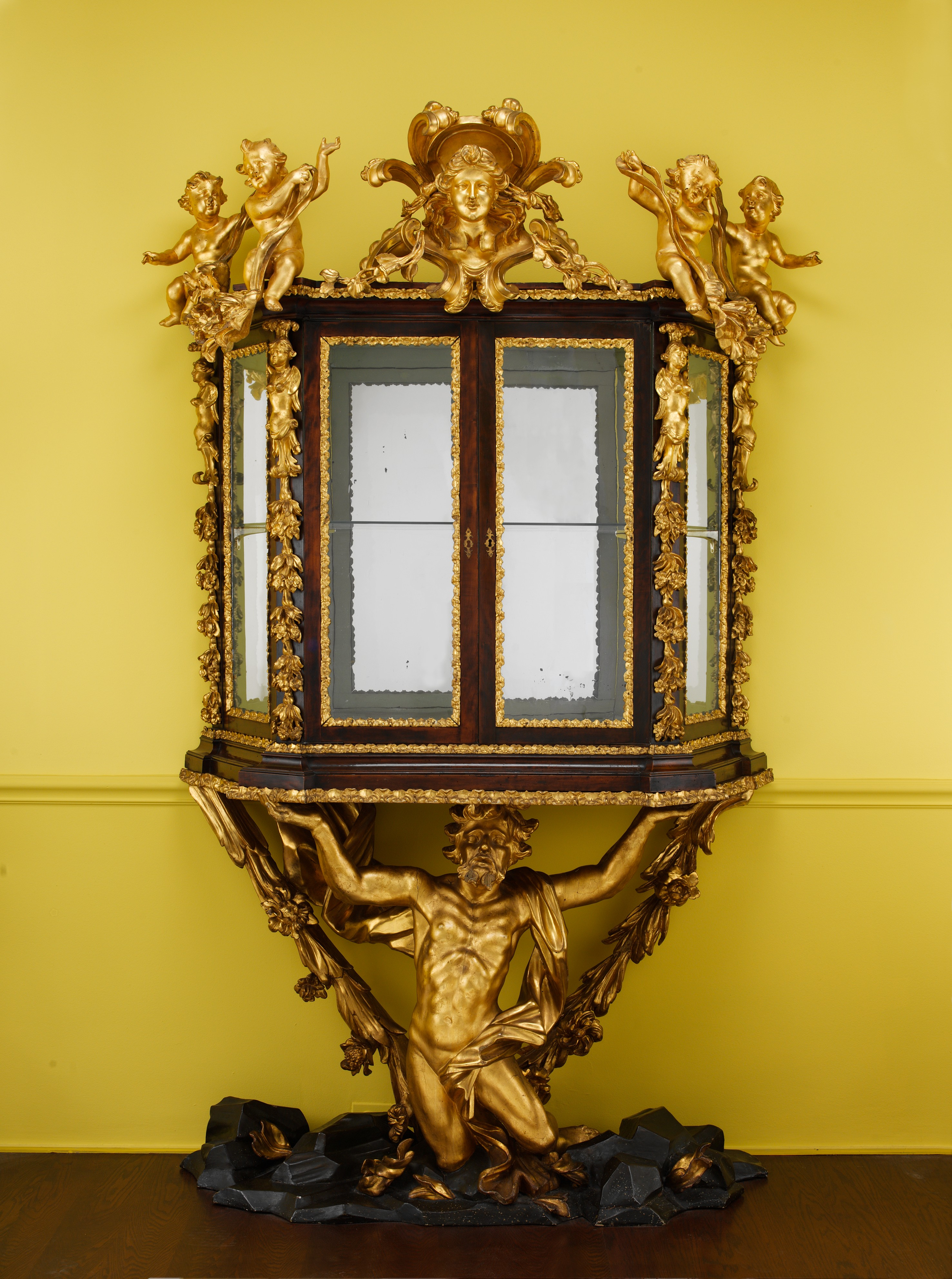
Scarabattola Metropolitan Museum Roma, fine del Seicento

## Descrizione e storia
Esempi di scarabattolo si trovano in luoghi sacri, chiese, sacrestie, conventi, ma anche in case private e in musei. Diffuso particolarmente nel Settecento e nell'Ottocento, soprattutto nell'area napoletana, ma anche a Roma e in Sicilia, il suo utilizzo si mostrò necessario per mostrare e proteggere sculture facilmente deperibili, come ceroplastiche, presepi con i personaggi vestiti con tessuti veri, sculture sacre in cartapesta e in gesso, dipinto a colori o a finto marmo. 
Lo scarabattolo si distingue dalla nicchia chiusa da un vetro, perché è un vero mobile, composto di legno, scolpito e a volte dorato, e di tre pareti di vetro (di cui una apribile) e di una quarta in legno, decorato o rivestito di stoffa, che funge da fondale. Questa edicola, in cui sono disposte sculture e a volte oggetti sacri, si presta particolarmente ad accogliere scene del presepe o altre scene tratte dai Vangeli, come la Deposizione e la Fuga in Egitto, da esporre alla venerazione dei fedeli.
Lo scarabattolo differisce dalla bacheca - che è pure un mobile espositore, munito di vetri - poiché rappresenta in sé un elemento altamente decorativo, ricco d'intagli, dorature, pitture, putti figure e fiori scolpiti. In Sicilia, in particolare nella zona di Trapani, furono creati scarabattoli, impreziositi da ornamenti in corallo e in madreperla, per contenere il Bambino Gesù oppure la scena della Natività.

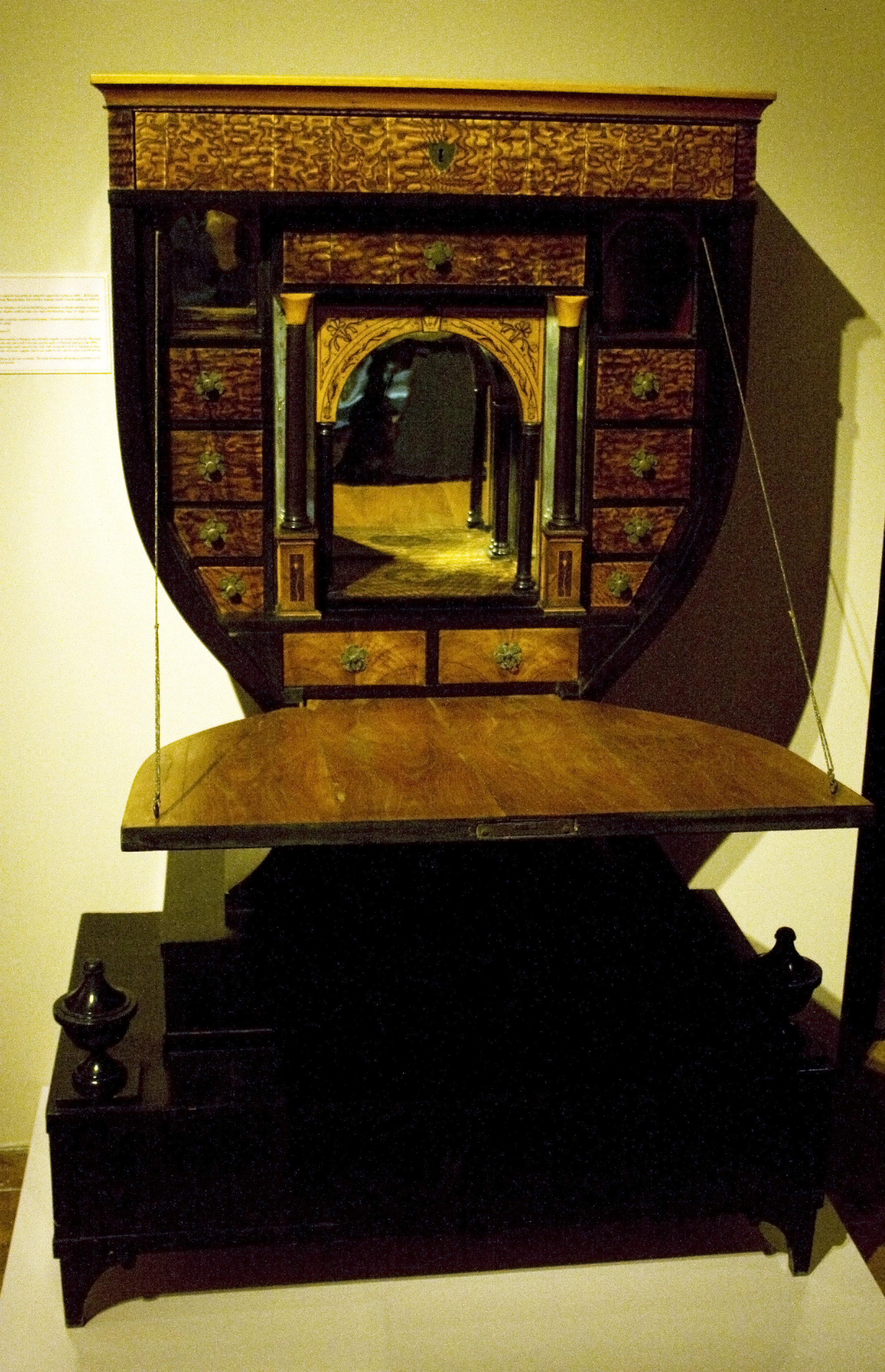
Secrétaire a urna, circa 1810, con scarabattolo

Nel Settecento vennero di moda nuovi tipi di mobili: il secretaire, il comò con alzata e il trumeau. Lo sportello che, una volta aperto fungeva da scrittoio, celava la parte interna, composta da cassettini (anche segreti) e da una apertura o da uno sportellino al centro che potevano anche nascondere una minuscola cassaforte. Questo parte interna del mobile prese il nome di scarabattolo.

### Scarabattoli in chiese e in musei
- Nel Santuario dell'Annunziata a Giugliano in Campania sono presenti vari scarabattoli tra cui quelli contenenti le statue di santa Rita Da Cascia e Sant'Anna.
- Nella sacrestia della chiesa di San Francesco d'Assisi a Boscotrecase c'è uno scarabattolo settecentesco con dentro un San Giuseppe coevo che apparteneva a una scena del presepe napoletano.
- A Napoli, nella chiesa di Santa Maria dell'Arco in via Soprammuro sull'altarino al lato dell'Epistola, uno scarabattolo conserva una piccola statua di Santa Lucia da Siracusa.
- Al Museo nazionale di San Martino vari gruppi del presepe napoletano - Natività, Annunciazione, Osteria - si conservano nei loro originali scarabattoli settecenteschi.
- Al Museo civico Raffaele Marrocco, a Piedimonte Matese una teca in legno accoglie una Natività: al centro la Sacra Famiglia, con due pastori, tre angeli, nove putti e cinque contadini.
- Nella chiesa di San Severino abate a San Severo una scarabattola contiene un presepio del primo Ottocento, scolpito dal napoletano Arcangelo Testa.
- Al santuario di Sant'Antimo Prete e Martire a Sant'Antimo due scarabattoli ottocenteschi conservano una scultura di legno di Sant'Antonio da Padova dell'Ottavo secolo e una statua novecentesca di cartapesta di Santa Teresa di Lisieux.
- A Capri, nella chiesa di Santo Stefano c'è una consolle seicentesca con sopra una scarabattola con un gruppo Deposizione dalla croce. Le figure, in cera, sono attribuite alla scultrice e ceroplasta napoletana Caterina de Julianis, (attiva dal 1695 al 1742 circa).[2]
- una Deposizione dalla croce - composta da undici figure settecentesche, scolpite da Lorenzo Mosca e messe nel loro scarabattolo originale - si trova nella Collezione P. Perrone. Il fondale dipinto mostra un paesaggio notturno e lugubre, con un sepolcro aperto.[3]
- La chiesa di San Gregorio Armeno a Napoli possiede uno scarabattolo con una Natività, scolpita intorno al 1690 da Michele Perrone.[4]
- Nella cripta della Cattedrale di Foggia un grande scarabattolo, detto "u scaravatte", opera in legno dorato, vetro, cartapesta realizzata dallo scultore foggiano Giuseppe Fiore nel 1865, contiene la statua del Cristo morto, che viene portata in processione il venerdì Santo da 12 persone, per il suo peso di circa 600 kg.